# 정강주의
정강주의(러시아어: Платформизм, 영어: Platformism)은 1920년대 아나코-공산주의자들이었던 아키노프, 네스토르 마흐노, 아이다 메트, 벨렌스프스키 린스키가 저술한 최초 공동 저서에서 나온 사상이다. 당시 러시아 제국이 러시아 혁명을 발단으로 평의회 공화국으로 탈바꿈하고, 소비에트 공화국이 여러 공화국과 연대하여 연방 체제를 갖고 소련 체제가 돌입 된 초반기인 1922년에는 1921년 당시 크론시타트 반란으로 공산주의 진영에 대항했던 반레닌주의에 입각한 아나키스트들이 우크라이나에서 상당수 살아남아 게릴라 활동을 활발히 전개했다. 1926년에 우크라이나 일대와 러시아 내부 일대의 아나키스트들과 자유주의적 공산당 분파들이 아나르코공산주의를 내걸고 광범위한 동맹 전선을 구축했고 당시 러시아에는 아나코-공산주의자들뿐만 아니라 여러 소규모 아나키스트들이 있었는데, 이들은 1920년대 초반 레닌 정권이었던 당시 추방당한 아나키스트들이 주류였다. 그들은 반-스탈린주의, 반-레닌주의 사상이 있었다. 아키노프와 네스트로 마흐노는 이들과 함께 단결하여 레닌주의 정부를 몰아내려면, 아나키스트들은 더는 따로 활동하지 않고, 집단으로 활동하여 레닌주의자에 못지않은 단결력, 응집력을 가져야 한다고 주장한다. 그리고 그들은 아나키즘은 비정치 운동이지마는, 아나키스트들은 사상적 단결을 하기 위해 준-정치적 강령이 실행해야 한다고 보았다. 그리하여 정치적 강령을 내건 사회 아나키즘이라고 해서 최초로 정강주의가 탄생한다. 이들은 소련 정권을 사회제국주의라고 비판했고 반제국주의를 열창했다.
이들은 러시아 혁명의 발단은 레닌주의와 같은 억압 정권 구축이 아닌 진정한 자유주의와 진정한 공산주의를 실현해야하는 아나키즘 목표의 혁명으로 보았기 때문에, 그들의 제일 중요한 목표는 레닌 정권의 전복이었다. 그들은 정강주의를 사상적 강령으로 권위주의적 공산주의 소련이 아닌 아나르코공산주의 자치 연방제 정부를 구상하는 것이 목표였다. 대부분 정강주의자는 아나키스트, 생디칼리스트도 포함되어 있었다. 그러나 방대한 아나키즘 분파는 단결할 수 없었고, 1930년대 러시아에서는 대분열을 겪어 정강주의는 쇠퇴하게 된다. 그러나 스페인은 아나코-공산주의 성향을 띤 정강주의자들이 스페인 내전의 주축 세력이 되기도 했다.
일반적으로 정강주의 그룹은 노동자들과 농민 사이에서 아나키즘의 방법론과 사상에 대한 영향력을 확산 시키기 위해 노력한다. 일반적으로 단일 이슈 캠페인, 노동조합, 지역사회 그룹에서 활동하며 즉각적인 개혁을 위해 싸우며 이를 대중의 의식과 조직을 구축시키는 일과 연결시키고자 한다.
오늘날 "정강주의는" 국제 아나키즘에서 중요한 조류를 형성하였다. 북미, 유럽, 남미, 아프리카 전역의 정강주의자들과 especifista 조직은 Anarkismo.net 프로젝트로서 연결되어 있다. 최소한 제휴 조직의 수에 있어서는 Anarkismo 네트워크는 다른 아나키스트 국제 단체보다 거대하다.

## 개요
정강주의자들은 아나키즘 사상을 계급투쟁의 주도적 사상으로 만들고자 한다. 정강주의자들에 의하면, 아나키스트 조직은 따라야 하는 네 가지 주요한 원칙이 있는데 이론적 단결, 전술적 단결, 공동 책임, 연방주의가 그것이다.
- 전술적 단결: 전술적 단결은 아나키즘은 당시 여러 분파가 있었는데 대표적으로 아나르코공산주의, 집산주의적 아나키즘 등을 비롯한 여러 아나키스트들이 있었다. 이들의 사상운동 전략은 사상이 다르므로 차이가 날 수밖에 없었는데, 정강주의에서는 아나키스트들은 모두가 단결하여 단일화된 전술 체계를 갖춰야 한다고 제시했다.
- 이론적 단결: 아나키즘 사상의 분파로써, 이론을 통합 또는 아나키즘의 제일 중요한 가치만을 공론화하여 단결하자는 내용이다. 이 내용은 정치적 혼합주의와도 연관된다. 그러나 이론적 단결은 쉬운 과제가 아니었다. 예를 들면 아나르코공산주의에서는 임금 노동의 폐지, 시장의 폐지 주장했지만, 집산주의적 아나키즘에서는 생산수단의 공유는 목표했지만, 임금노동 유지를 주장했다. 또한, 개인주의적 아나키스트들은 다른 아나키스트들과 달리 경제적인 면에서 시장 주장하거나(상호주의 mutualism), 조직 자체를 부정하는 경향(에고이스트)을 보였다. 정강주의가 1930년대 들어서 사그라진 이유 중 하나가 이론적 단결이 되지 못했기 때문이라는 전문가들의 주장도 있다. 정강주의는 기본적으로 아나르코공산주의의 이론을 따랐기 때문에, 대부분 정강주의 진영은 분열하게 된다.
- 연대책임: 그동안 아나키즘 운동에서 연대책임이란 무시되어 왔다. 아나키즘의 기본적인 이론에서, 개인의 자유는 단체적 책임감에 의해 무시될 수 없었다. 그러나 정강주의에서는 연대책임을 강조했다. 그것은 블라디미르 레닌 정권을 전복시키고, 아나키즘 자유 연방 체제를 목표로 하는 것을 궁극적 목표로 했기 때문이다. 이런 의미에서 정강주의는 진영에 속한 한 개인의 책임을 단호하게 처벌하고, 심판할 필요성을 느꼈다. 정강주의자들은 그동안 아나키즘이 인터내셔널에서 축출당하고 공산주의자들보다 후퇴한 이유도 연대책임감이 없기 때문이라고 주장했다. 그들은 연대책임을 채택함으로써 아나키즘 운동이 훨씬 발전할 수 있다고 믿었다.
- 자유지상적 연방주의: 소련은 레닌이나 이오시프 스탈린 정권이 아니라도 그 중심이 러시아 소비에트 공화국에 쏠려있고, 권력도 분산되지 않은 공산당에 쏠려있는 민주집중제 국가였다. 이 스탈린 정권은 다른 소비에트 공화국의 법과 인민 권리를 무시했다. 이 때문에 아나키스트들은 소련은 연방제 체제라지만, 거의 러시아 소비에트 공화국에 의해 법적 권리도 상실한 하나의 불평등적인 연방제 중앙 집권구조 국가로 보았다. 아나키스트들은 정치적 강령을 실행하고, 집단적이고 단결적으로 활동하되, 민주집중제를 반대했다. 아나키스트들의 자유 연방 체제에는 모두가 한대 모여, 거대한 연방 체제를 이루되, 상호부조하는 여러 소규모, 중규모 집단 연방은 자신들만의 고유문화와 고유 철학을 따를 권리가 있다는 것이다. 소련처럼 연방에 소속된 모든 국가가 마르크스-레닌주의 또는 스탈린주의를 강요받지 않는 자신들만의 사상적 철학을 허용한다는 점에서 다를 수 있었다.

## 같이 보기
- 자유지상주의적 사회주의
- 연방주의
- 아나키즘
- 아나르코공산주의